# Duleep Trophy
Die Duleep Trophy ist ein indischer First-Class-Cricket-Wettbewerb der seit der Saison 1961/62 ausgetragen wird. Anders als die Ranji Trophy, die zwischen den First-Class Vertretungen der indischen Bundesstaaten ausgetragen wird, werden in der Duleep Trophy traditionell Auswahl-Mannschaften gebildet.

## Mannschaften
Bis zur Saison 2014/15 wurden in dem Wettbewerb zumeist mit fünf regionalen Auswahlmannschaften gespielt, die sich aus den First-Class-Vertretungen der Ranji Trophy rekrutierten.
| Central Zone                                                       | East Zone                                       | North Zone                                                                   | South Zone                                                           | West Zone                                              |
| ------------------------------------------------------------------ | ----------------------------------------------- | ---------------------------------------------------------------------------- | -------------------------------------------------------------------- | ------------------------------------------------------ |
| - Madhya Pradesh - Railways - Rajasthan - Uttar Pradesh - Vidarbha | - Assam - Bengal - Jharkhand - Odisha - Tripura | - Delhi - Haryana - Himachal Pradesh - Jammu and Kashmir - Punjab - Services | - Andhra Pradesh - Goa - Hyderabad - Karnataka - Kerala - Tamil Nadu | - Baroda - Gujarat - Maharashtra - Mumbai - Saurashtra |

Zur Saison 2016/17 wurden drei nationale Teams geformt:
- India Blue
- India Green
- India Red

## Sieger
| - 2019/20 India Red - 2018/19 India Blue - 2017/18 India Red - 2016/17 India Blue - 2015/16 nicht ausgetragen - 2014/15 Central Zone - 2013/14 North Zone & South Zone - 2012/13 East Zone - 2011/12 East Zone - 2010/11 South Zone - 2009/10 West Zone - 2008/09 West Zone - 2007/08 North Zone - 2006/07 North Zone - 2005/06 West Zone - 2004/05 Central Zone - 2003/04 North Zone - 2002/03 Elite C - 2001/02 West Zone - 2000/01 North Zone | - 1999/2000 North Zone - 1998/99 Central Zone - 1997/98 Central Zone & West Zone - 1996/97 Central Zone - 1995/96 South Zone - 1994/95 North Zone - 1993/94 North Zone - 1992/93 North Zone - 1991/92 North Zone - 1990/91 North Zone - 1989/90 South Zone - 1988/89 North Zone & West Zone - 1987/88 North Zone - 1986/87 South Zone - 1985/86 West Zone - 1984/85 South Zone - 1983/84 North Zone - 1982/83 North Zone - 1981/82 West Zone - 1980/81 West Zone | - 1979/80 North Zone - 1978/79 North Zone - 1977/78 West Zone - 1976/77 West Zone - 1975/76 South Zone - 1974/75 South Zone - 1973/74 North Zone - 1972/73 West Zone - 1971/72 Central Zone - 1970/71 South Zone - 1969/70 West Zone - 1968/69 West Zone - 1967/68 South Zone - 1966/67 South Zone - 1965/66 South Zone - 1964/65 West Zone - 1963/64 West Zone & South Zone - 1962/63 West Zone - 1961/62 West Zone |

## Siege nach Team
- North Zone 16 + 2 geteilt
- West Zone 15 + 3 geteilt
- South Zone 11 + 2 geteilt
- Central Zone 5 + 1 geteilt
- East Zone 2
- India Blue 2
- India Red 2
- Elite C 1